# Volgograd Arena
De Volgograd Arena is een voetbalstadion in Wolgograd, liggend in het oblast Wolgograd, in Rusland. Het ligt in het Central Park van Wolgograd. Tevens ligt het heel dicht bij de Wolga. Het stadion was een van de stadions die gebruikt werd tijdens het Wereldkampioenschap voetbal 2018. Er werden vier wedstrijden gespeeld in de initiële groepsfase. Het wordt ook het thuisstadion voor FK Rotor Volgograd. In het stadion is plaats voor 45.568 toeschouwers. Het stadion werd gebouwd op de plek van het oude stadion, het Centraalstadion, dat uit dienst werd genomen in mei 2014.
Het nieuwe stadion leed zwaar onder hevige regen op 15 juli 2018, de dag van de finale van het WK. Er waren ernstige grondverzakkingen rond het stadion en grote waterlekken in het stadion zelf.

## Wereldkampioenschap voetbal 2018
| Datum        | Tijd          | Thuisteam     | Uitslag | Uitteam  | Competitie         | Toeschouwers | Onderlingsresultaat |
| ------------ | ------------- | ------------- | ------- | -------- | ------------------ | ------------ | ------------------- |
| 18 juni 2018 | 21:00 (UTC+3) | Tunesië       | 1 – 2   | Engeland | Groepsfase poule G | 41.064       | onderlingsresultaat |
| 22 juni 2018 | 18:00 (UTC+3) | Nigeria       | 2 – 0   | IJsland  | Groepsfase poule D | 40.904       | onderlingsresultaat |
| 25 juni 2018 | 17:00 (UTC+3) | Saoedi-Arabië | 2 – 1   | Egypte   | Groepsfase poule A | 36.823       | onderlingsresultaat |
| 28 juni 2018 | 17:00 (UTC+3) | Japan         | 0 – 1   | Polen    | Groepsfase poule H | 42.189       | onderlingsresultaat |

## Foto's bouw

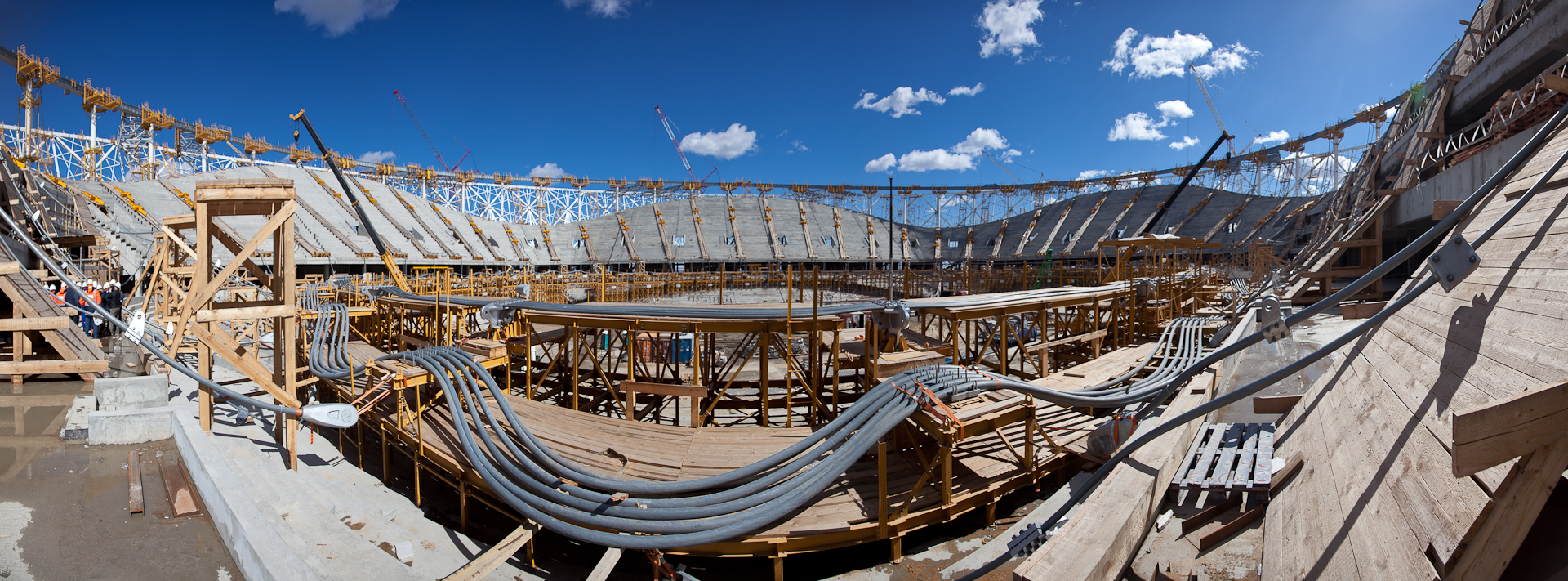
Binnenkant maart 2017.
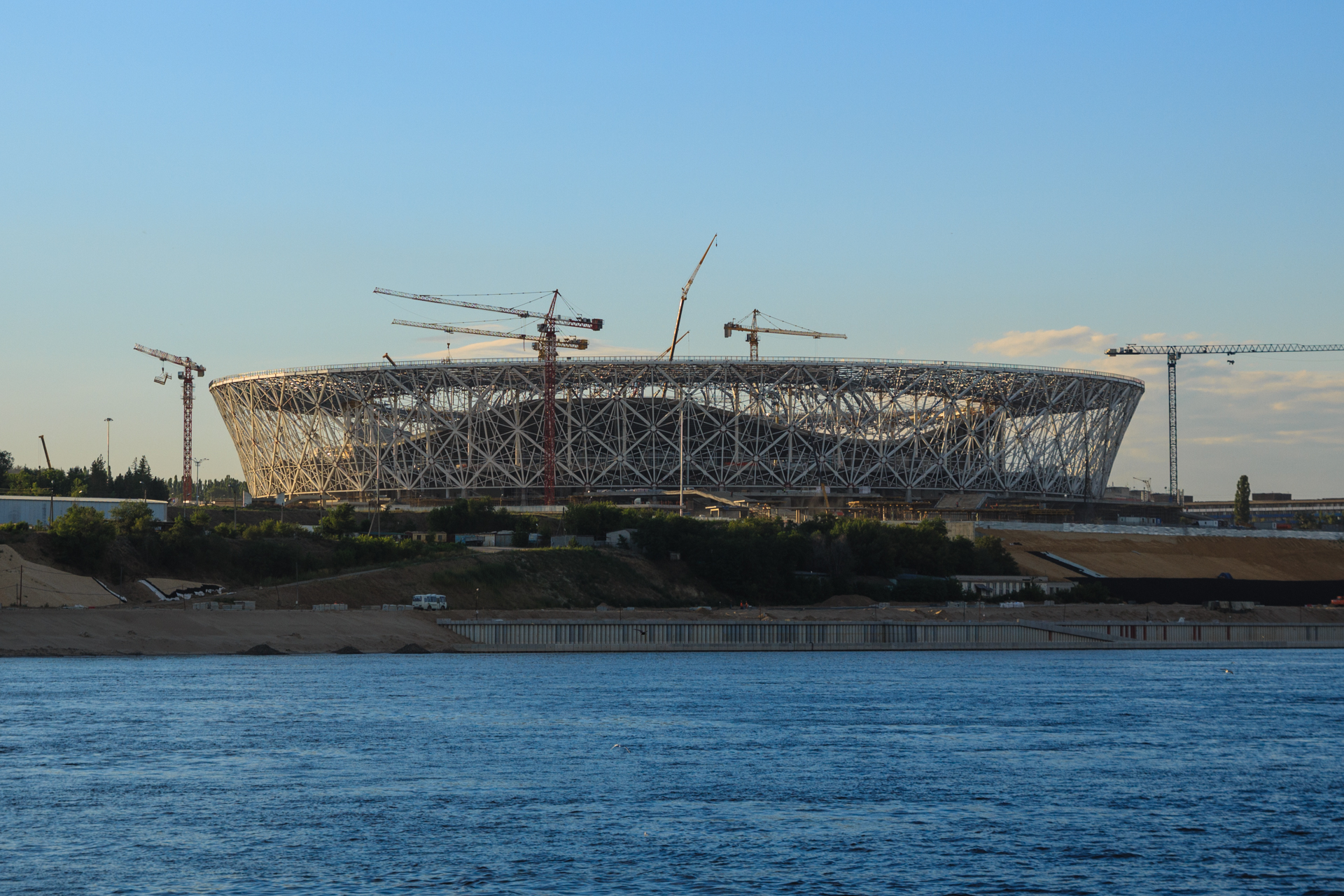
Bouw van het stadion.

Stadion Sint-Petersburg (Sint-Petersburg) · Olympisch Stadion Loezjniki (Moskou) · Otkrytieje Arena (Moskou) · Stadion Nizjni Novgorod (Nizjni Novgorod) · Stadion Kaliningrad (Kaliningrad) · Centraal Stadion (Jekaterinenburg) ·  Mordovia Arena (Saransk) ·  Kazan Arena (Kazan) · Rostov Arena (Rostov aan de Don) · Olympisch Stadion Fisjt (Sotsji) · Volgograd Arena (Volgograd) · Cosmos Arena (Samara)